# Trossos del Castell
Els Trossos del Castell són uns camps de conreu del municipi de Castell de Mur, al Pallars Jussà, a l'antic terme de Mur, en terres del poble del Meüll.
Estan situats just al costat sud-oest del Meüll, sota seu. Queda també al costat nord-oest dels Pous.